# Federico Cocastelli di Montiglio
Federico Cocastelli di Montiglio (Mantova, 26 febbraio 1783 – Mantova, 7 gennaio 1847) è stato un letterato italiano.

## Biografia
Federico Cocastelli, conte di Montiglio nel Monferrato, era figlio di Filippo e di Rosa Francesca Gonzaga, figlia di Francesco Niccolò Gonzaga, marchese di Vescovato. È stato Presidente dell'Accademia nazionale virgiliana dal 1834 al 1847. Sposò Teresa Castiglioni.